# Международен наказателен съд
Международният наказателен съд (МНС) (на френски: Cour pénale internationale, CPI; на английски: International Criminal Court, ICC) е постоянен съдебен орган, който се занимава с геноцид, престъпления срещу човечеството, военни престъпления и престъпления на „агресия“.
МНС е независима международна организация със седалище в Хага, Нидерландия, но съдебния процес би могъл да се проведе навсякъде.
Oтношения на МНС с ООН се регулират чрез договор за сътрудничество. В него са назначени 18 съдии.
Председател на съда от март 2021 г. е полският юрист и съдия Пьотр Хофмански. Той поема поста от Чиле-Ебое Осуджи от Нигерия. Заедно с него работят още около 900 служители. Освен английски и френски – двата работни езика на Съда, официални езици на МНС са също арабският, китайският, руският и испанският.

## Цел и история на създаване на МНС
На 17 юли 1998 г., по време на дипломатическата конференция на пълномощните представители на ООН е приет Римският статут, който учредява Международния наказателен съд. При гласуването му статутът получава 120 гласа „за“ срещу 7 „против“; „въздържали се“ са 21 страни. Седемте държави, които гласуваха против договора, са Китай, Ирак, Израел, Либия, Катар, САЩ и Йемен. След 60 ратификации Римският статут влезе в сила на 1 юли 2002 г., и МНС официално е създаден. Занапред Съдът има право да упражнява юрисдикцията си спрямо лица във връзка с много тежки престъпления, предизвикали международна загриженост, извършени преди тази дата и посочени в този статут. МНС може да упражнява своето право, ако обвиняемият е гражданин на държава членка или ако престъплението е извършено на територията на държава членка, или ако случаят се предава чрез Съвета за сигурност на ООН. Съдът има предназначение да допълва националните съдебни системи. Той може да упражни своята юрисдикция, само когато националните съдилища не желаят или не са в състояние ефикасно да извършат разследването или наказателното преследване. Инициативата по отношение на разследването и съдебното решение е оставено на държавите членки.
Компетентността и функционирането на Съда се уреждат от разпоредбите на този статут.
Първият процес на МНС е този на Томас Лубанга Диило (от Конго) за военни престъпления от 26 януари 2009. На 14 март 2012 е признат за виновен, Съдът изказва първото си съдебно решение.
Създаването на Международния наказателен съд се определя като едно от значимите събития на XX век, което започва да функционира ефективно през XXI век. Той е постоянен съдебен орган, който се занимава с геноцид, престъпления срещу човечеството, военни престъпления и престъпления на „агресия“. Също така има за цел да уеднакви правата на човека, международното хуманитарно право и има важната цел да направи политическите лица по-отговорни под формата на превантивна мярка. Един от основните аргументи за създаването му е необходимостта от своевременно преследване и наказване на нарушителите, независимо от желанието или възможностите на държавата, чиито гражданин е съответното лице.

## Страни членки
Към март 2023 г. МНС се състои от 123 държави членки. От тях 33 са от Африка, 19 от Азиатско-тихоокеанския регион, 18 от Източна Европа, 28 от Латинска Америка и Карибите, 25 от Западна Европа и Северна Америка. България подписва Римския статут на 11 февруари 1999 г. и депозира инструмента си за ратификацията му на 11 април 2002 г.
Държави членки от Европа: Германия, Албания, Андора, Австрия, Белгия, Босна и Херцеговина, България, Хърватия, Кипър, Дания, Естония, Финландия, Франция, Грузия, Гърция, Унгария, Исландия, Ирландия, Италия, Латвия, Лихтенщайн, Литва, Люксембург, Македония, Малта, Черна гора, Молдова, Норвегия, Холандия, Полша, Португалия, Чехия, Румъния, Великобритания, Сан Марино, Сърбия, Словакия, Словения, Швеция, Швейцария.
Държави членки от Африка: Бенин, Ботсвана, Буркина Фасо, Бурунди, Кабо Верде, Конго, Демократична република Конго, Коморските острови, Джибути, Габон, Гамбия, Гана, Гвинея, Кения, Лесото, Либерия, Мадагаскар, Малави, Мали, Мавриций, Намибия, Нигер, Нигерия, Уганда, Централна Африканска република, Сенегал, Сейшелските острови, Сиера Леоне, Танзания, Чад, Тунис, Замбия.
Държави членки от Америка: Антигуа и Барбуда, Аржентина, Барбадос, Белиз, Боливия, Бразилия, Канада, Чили, Колумбия, Коста Рика, Доминиканската република, Еквадор, Гренада, Гватемала, Гвиана, Хондурас, Мексико, Панама, Парагвай, Перу, Доминиканската република, Сейнт Китс и Невис, Сейнт Лусия, Сейнт Винсънт и Гренадини, Суринам, Тринидад и Тобаго, Уругвай, Венецуела.
Държави членки от Азия: Афганистан, Бангладеш, Камбоджа, Южна Корея, Япония, Йордания, Малдивите, Монголия, Филипините, Таджикистан.
Други: Австралия, Островите Кук, Фиджи, Маршаловите острови, Науру, Нова Зеландия, Самоа, Източен Тимор, Вануату.

## Функциониране
Държавите членки или Съветът за сигурност на Организацията на обединените нации може да отправи към главния прокурор случаи на престъпления, които са в юрисдикцията на Съда. Прокурорът, от своя страна, може да приеме или да откаже разследването след направен преглед на наличната информация. Прокурорът може също така да започне разследване по своя собствена инициатива въз основа на получена информация, в случай че е получил одобрението от камарата.
Разследванията на прокуратурата обхващат всички факти и доказателства с цел да оценят наказателната отговорност на участниците.
По време на разследването всеки случай е възложен на съдебния състав, който отговаря за правните аспекти на процедурата. В случай че обвиняемият потвърди обвиненията, делото бива възложено на съдебен състав на първа инстанция, който се състои от трима съдии.
Камарата е отговорна също и за предоставяне на репарации на жертвите.
Признаването за виновен може да се приложи по време на цялата процедура.
Ако обвиняемият бъде осъден, може да получи максимално наказание от 30 години лишаване от свобода, а при по-тежки случаи – доживотен затвор.
Съществува също така и възможност за обжалване на решенията. Процесът бива представляван от Камарата на първа инстанция пред апелативната камара, състояща се от петима съдии.
МНС разчита на сътрудничеството на държавите и международните организации при изпълнението на заповедите му за арест.

## Държави, отказали да ратифицират статута
Съединените американски щати
САЩ подписват договора на Римската конвенция, но не го ратифицират. По-късно, в 2002, се оттегля напълно от подписаният договор, и заявява че не планира да го ратифицира, следвайки че няма никакви задължения или отношения към него . Преди да се оттегли, САЩ формално критикува договора . Критикуват съда за значително променяне на подписаният договор без процес или уведомление, директно след неговото подписване. В САЩ е приет закон , според който интернационалният съд и други подобни не се признават. Законът дава правото на президента да използва всички възможни средства, включително и военна инвазия по лична преценка, с цел връщане на задържани от съда държавни лица. Този закон не се отнася не само за военни, но също и за всички лица които имат някаква държавна длъжност в САЩ, или пряко или непряко работят с държавата. Този закон важи не само за американци, но и за държавни личности от други техни съюзници. Например НАТО, Япония, Южна Корея, Австралия, и други. Поради факта че дава право на президента да извършва военна инвазия, неформално законът е познат като „Закон за инвазия на Хага“ (на английски: The Hague invasion Act).
Израел
Израел подписва договора през декември 2000 г., но гласува против статута на Съда и не ратифицира договора.
Русия
Китайската народна република
Китайската народна република се противопоставя на съда с аргументите, че това е против суверенитета на националните държави и че по този начин се съди съдебната система на една нация.
Судан
Судан е подписал Конвенцията на 8 септември 2000. На 14 юли 2008 г. нейният президент Омар Ал Башир е обвинен в престъпление срещу човечеството и във военни престъпления. На 26 август 2008 г. Судан не ратифицира договора и изразява своето оттегляне от МНС.

## Случаи
Към 27 януари 2023 в резултат на работата на МНС са извършени:
- 17 разследвания: Прокуратурата води разследване на случаи в Уганда, Демократична република Конго, Дарфур (Судан), Кения, Либия, Кот д’Ивоар, Централноафриканска република (I и II), Мали, Грузия, Бурунди, Бангладеш/Мианмар, Афганистан, Палестина, Филипините, Венецуела I и Украйна.
- 2 предварителни експертизи: Прокуратурата следи положението на Нигерия и Венецуела II.
- 38 заповеди за задържане: 21 заповеди са изпълнени, а 6 са оттеглени след смъртта на заподозрените
- 31 заведени дела
- 9 призовки: Всичките 9 призовани се явяват доброволно пред съда; никой от тях не е в ареста
- 7 лица в ареста: от Централноафриканска република: Махамат Саид Абдел Кани, Алфред Йекатом, Патрис-Едуар Нгаиссона и Максим Жофроа Ели Моком Гавака от Мали: Ал Хасан Аг Абдул Азиз Аг Мохамед Аг Махмуд от Уганда: Доминик Онгвен от Дарфур (Судан): Али Мохамед Али Абд-Ал-Рахман
- На свобода са 14 заподозрени[1]

На 1 и 2 март 2022 г. прокуратурата на МНС е сезирана от 39 държави, страни по Римския статут, в т.ч. България, относно ситуацията в Украйна. Тези сезирания позволяват на службата на главния прокурор на МНС Карим Хан да започне разследване на ситуацията в Украйна от 21 ноември 2013 г. нататък, „като по този начин включва в обхвата си всички минали и настоящи твърдения за военни престъпления, престъпления срещу човечеството или геноцид, извършени на която и да е част от територията на Украйна от всяко лице“.
На 22 февруари 2023 г. Карим Хан подава молби до предварителен състав II на Международния наказателен съд за заповеди за арест в контекста на ситуацията в Украйна. На 17 март с.г. съдебният състав издава заповеди за задържането на:
- Владимир Путин, президент на Руската федерация; и
- Мария Лвова-Белова, комисар по правата на детето в кабинета на президента на Руската федерация

Въз основа на доказателства, събрани и анализирани от службата на главния прокурор в съответствие с нейните независими разследвания, съставът за предварително производство потвърждава, че има разумни основания да се смята, че двете лица, срещу които са издадени заповедите за задържане, носят наказателна отговорност за незаконното депортиране и прехвърляне на украински деца от окупирани райони на Украйна в Руската федерация, в противоречие с член 8(2)(a)(vii) и член 8(2)(b)(viii) от Римския статут.
Владимир Путин е едва третият действащ президент, който става обект на заповед за арест на МНС, след Омар ал Башир на Судан и Муамар Кадафи на Либия. Издадените заповеди задължават 123-те държави членки на съда да задържат руския президент и Мария Лвова-Белова и да ги предадат в Хага за съдебен процес при евентуално влизане на тяхна територия. Това не винаги се спазва, например когато Република Южна Африка отказва да задържи и депортира издирваният президент на Либия.
На 21 ноември 2024 г. МНС издава заповеди за арест на 
- Бенямин Нетаняху и Йоав Галант – съответно, министър-председател и бивш министър на отбраната на Израел, и
- Мохамед Дейф – лидер на палестинска групировка Хамас, обявена за терористична от Европейския съюз и САЩ.[13][14]

Обвиненията срещу Нетаняху и Галант включват „изтребление, предизвикване на глад като метод за водене на война, включително отказ на доставки на хуманитарна помощ, умишлено таргетиране на цивилни граждани“, а срещу Дейф – за „изтребление, убийство, вземане на заложници, изнасилване и сексуално посегателство“.
Президентът на САЩ Джо Байдън осъжда остро заповедите за арест, издадени срещу Нетаняху и Галант, като подчертава, че „каквото и да предполага МНС, между Израел и Хамас няма равнопоставеност“.
В своя официална позиция, разпространена ден след издаването на заповедите за арест на Нетаняху, Галант и Дейф, Министерството на външните работи на Република България отбелязва, че „издадените заповеди не разграничават отговорността за безпрецедентната терористична атака на Хамас срещу Държавата Израел на 7 октомври и легитимните действия на самоотбрана в отговор на нападението от израелска страна“.
През януари 2025 г. Хамас потвърждава смъртта на Дейф, убит при израелски въздушен удар на 13 юли 2024 г., и няколко седмици по-късно МНС отменя заповедта за ареста му.

## Критика
Съдът е критикуван от Република Южна Африка за това че се използва за „смяна на правителства“.  През 2016 година подават молба за оттегляне, която по-късно оттеглят след вътрешна съдебна битка, оспорваща решението на държавата. 
Съдът е критикуван и от други африкански държави за това, че предимно техните престъпления се гледат, а други не. По-късно някои от тях, като Бурунди, се оттеглят, докато други отменят своето решение.
През 2018 година САЩ заплашва да арестува и санкционира съдиите, ако американци бъдат признати за виновни относно военни престъпления в Афганистан. Тогавашният съветник на национална сигурност на САЩ Джон Болтън заявява: „Ако съдът преследва нас, Израел, или други съюзници на САЩ, ние няма да седим със скръстени ръце“.  Също добавя, че биха санкционирали всички компании и държави, които подпомагат МНС в издирването на американци. 